# Ni un fruto
«Ni un fruto» es una canción interpretada por la cantante chilena Denise Rosenthal. Se estrenó como el tercer sencillo de su disco Todas seremos reinas el 20 de febrero de 2019 por Universal Music Chile.

## Antecedentes y lanzamiento
El 25 de noviembre de 2019 se conmemoró el Día Internacional para la eliminar la violencia contra la mujer, es por ello que Denise bajo el mismo contexto anunció el lanzamiento de lo que sería su nuevo sencillo. «Ni un fruto» se estrenó el 28 de noviembre de 2019, como el tercer sencillo de su próximo material discográfico.

## Composición
El tema compuesto por Denise junto a Álvaro Rodríguez y Troy Scott, invita a aprender a ver las cosas desde otro punto de vista con más conciencia y respeto. A su vez, aborda la violencia que reciben las mujeres. «Ni un fruto es una especie de desahogo en respuesta a la violencia que yo como mujer he vivido o he recibido a lo largo de mi carrera» comentó Denise.
A través de su cuenta de Instagram, el día de su lanzamiento, la intérprete publicó una reflexión sobre las demandas de las mujeres, escribiendo: «Nuestra democracia imperfecta y en crisis siempre ha estado en deuda con los derechos de las mujeres. Hoy se pueden ver con más evidencia, y es una realidad que debe cambiar». Además añadió que la violencia de género como de empoderamiento femenino, son temas que aborda ahora con más frecuencia. «No podemos seguir indiferentes frente a la violencia, es por eso que desde hace un tiempo he intentado abarcar estas temáticas en mis canciones».

## Vídeo musical
El video musical dirigido por Franco Bertozzi, se estrenó el 28 de noviembre de 2019. En él se ve a Denise junto a un grupo de mujeres entregando el mensaje de potenciar los lazos entre las mujeres, adicionalmente, cuenta con bailes coreográficos realizados bajo la dirección de Ana Albornoz.

## Posicionamiento en listas
| Listas (2019)          | Mejor posición |
| ---------------------- | -------------- |
| Chile (Monitor Latino) | 43             |